# Proceedings of the Washington Academy of Sciences
Proceedings of the Washington Academy of Sciences (abreviado Proc. Wash. Acad. Sci.) fue una revista con ilustraciones y descripciones botánicas que fue editada por la Biological Society of Washington desde 1899 hasta 1911